# Stazione di Bronte
La stazione di Bronte è una stazione ferroviaria, sita al km 54+681 della ferrovia Circumetnea, a servizio della cittadina omonima.

## Storia
La stazione venne costruita alla quota di 833 m s.l.m. sul versante orientale dell'abitato ed entrò in servizio il 2 giugno 1895 con l'apertura del tratto di ferrovia da Adernò (oggi Adrano). Il 30 settembre dello stesso anno fu collegata a Randazzo con l'apertura della tratta Bronte-Lave di Castiglione.

## Strutture e impianti

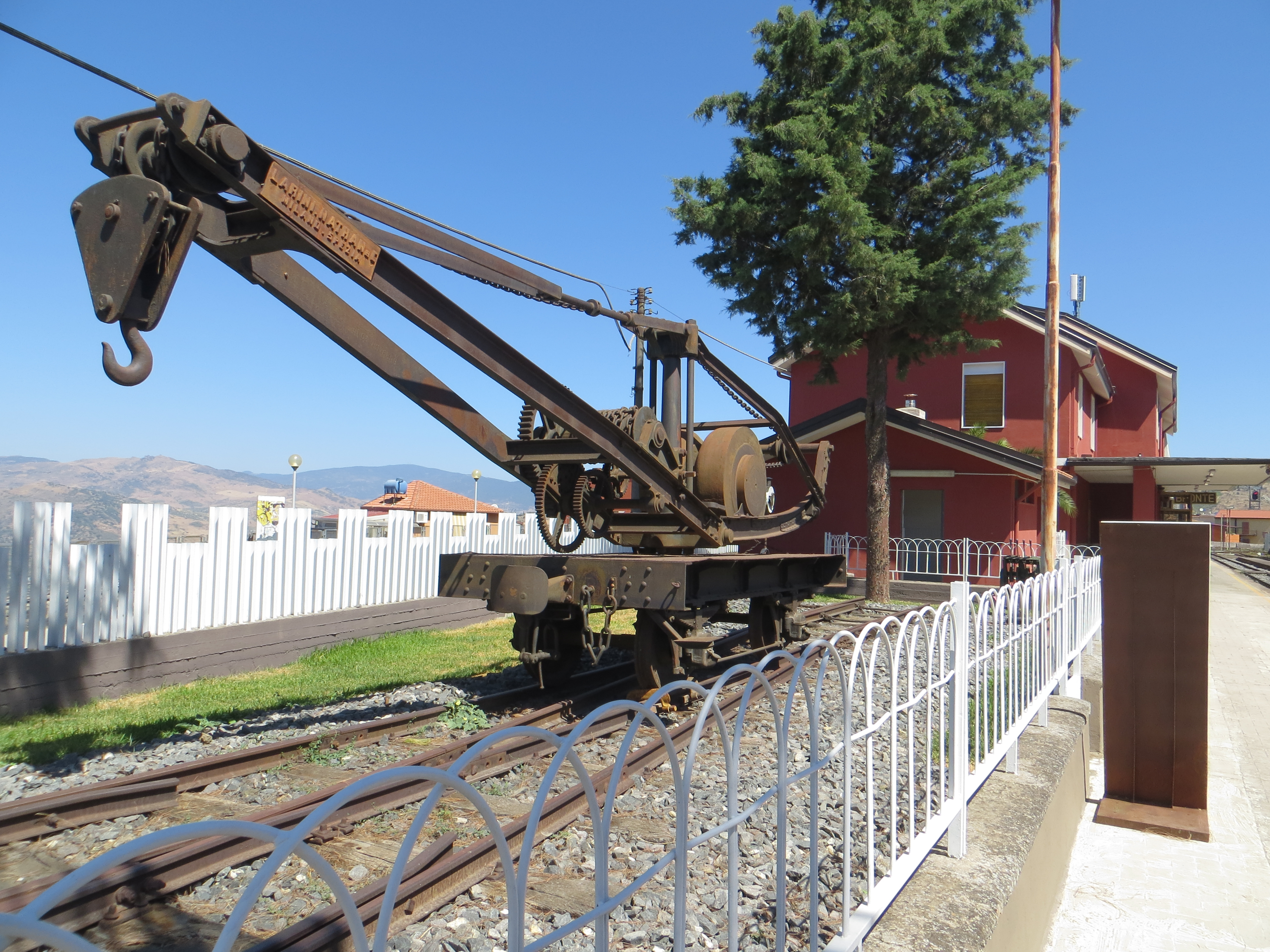
Il carro gru esposto presso la stazione di Bronte.

La stazione ha un edificio a quattro luci, nonché a due elevazioni, e corpi laterali aggiunti (anch'essi a due elevazioni), posti a est del binario.
La stazione ha vari binari con scambi elettromagnetici su quelli di circolazione, e dei segnali di protezione distinti per binario. Sul primo marciapiedi è presente la pensilina, e non sono presenti sottopassaggi.
Sul lato opposto (ad est), si trova l'ex deposito locomotive di Bronte, oggi convertito in Spazio Espositivo Rotabili Storici.
Sempre ad est, nonché alla destra del fabbricato viaggiatori, è esposto lo storico carro gru.
A nord del fabbricato viaggiatori vi è lo scalo merci.

## Spazio Espositivo Rotabili Storici

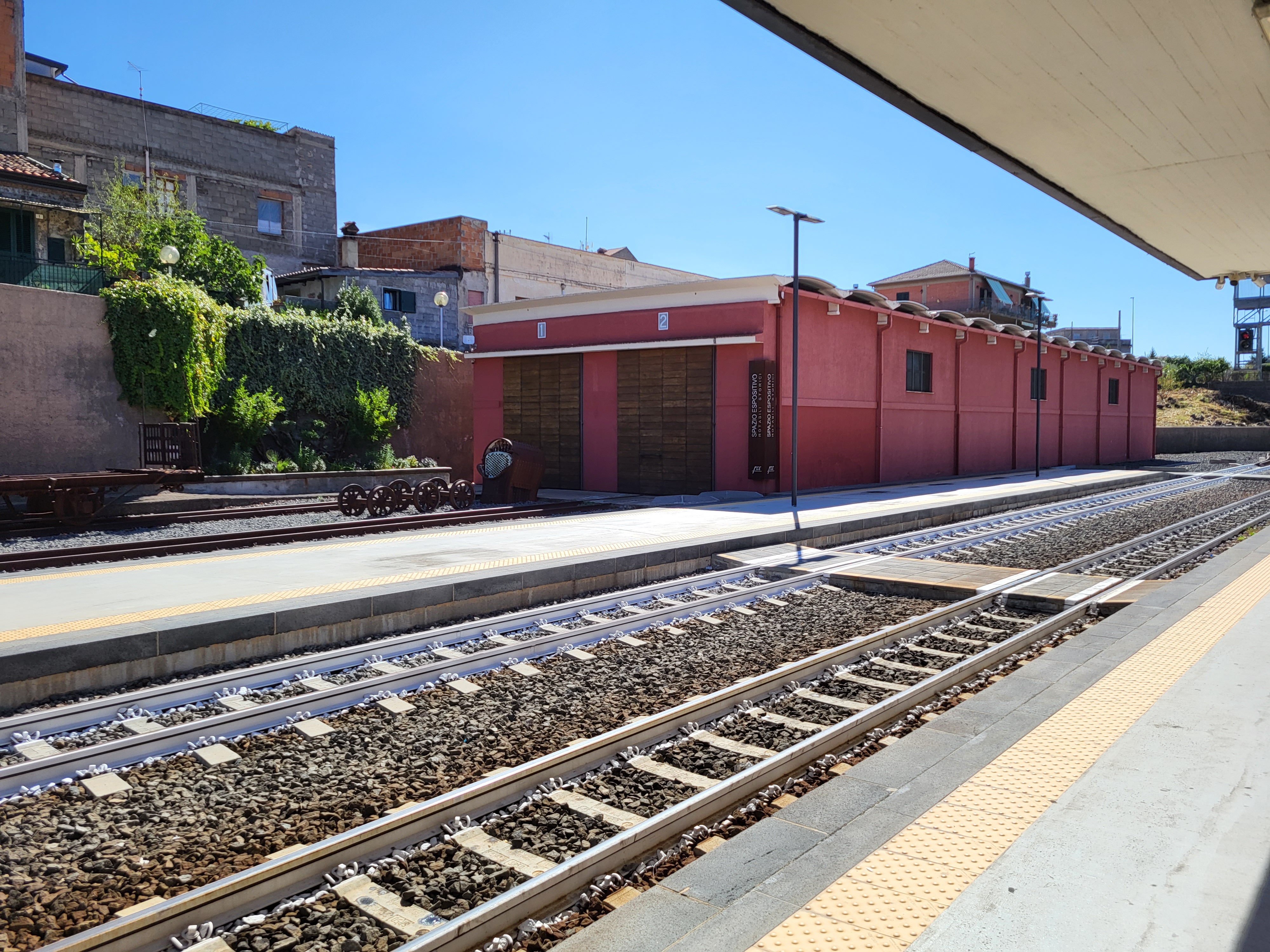
Lo spazio espositivo dei rotabili storici, visto da fuori.

Il deposito locomotive di Bronte, da tanti anni inutilizzato, è stato convertito in Spazio Espositivo Rotabili Storici, e in data 4 luglio 2016 è stato inaugurato.
Nello spazio espositivo dei rotabili storici, sono preservate le due automotrici ALn 56 (littorine, serie ALn 56.01-06), di costruzione Fiat Ferroviaria, (l'ALn 56.01 non funzionante, in livrea castano-isabella, e l'ALn 56.06 nei colori originali, amaranto e crema, utilizzata per scopi turistici); inoltre è preservata la locomotiva a vapore n.10, denominata MASCALI (serie n. 1-12), con due carri, un pianale con garitta e l'altro interamente chiuso.
Oltre al materiale rotabile, sono esposte diverse fotografie storiche, provenienti dall'archivio della stessa Circumetnea.

## Galleria d'immagini

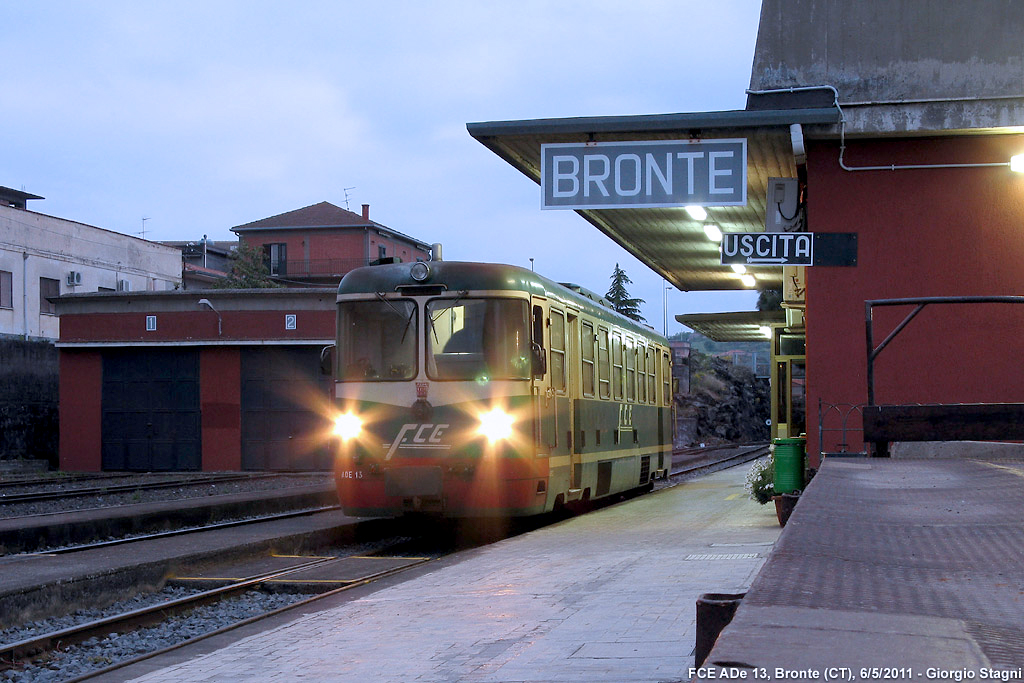
L'ADe 13 (serie ADe 11-20) in partenza dalla stazione di Bronte, 6 maggio 2011.
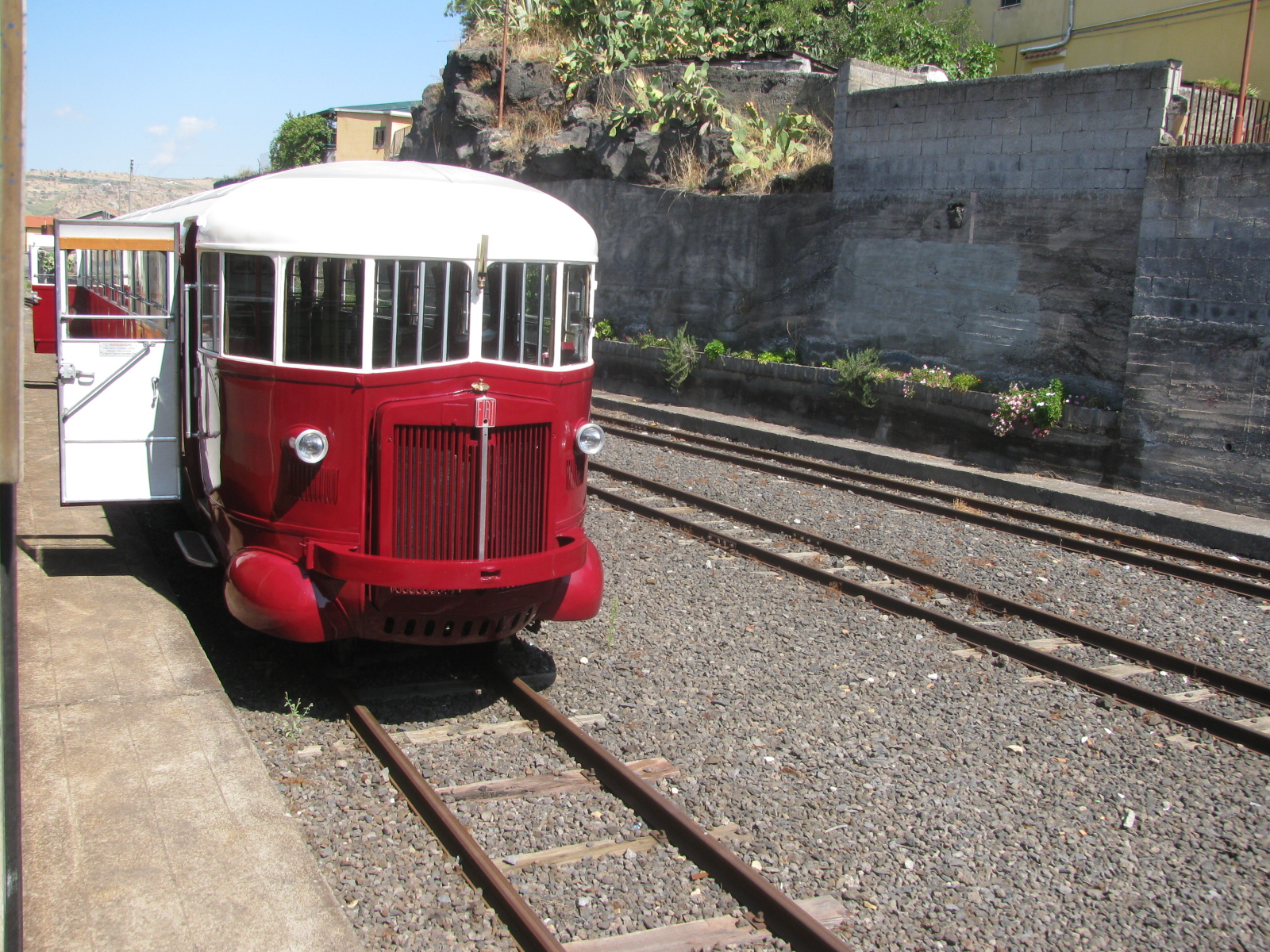
L'ALn 56.06 (serie ALn 56.01-06) alla stazione di Bronte, 24 settembre 2011.
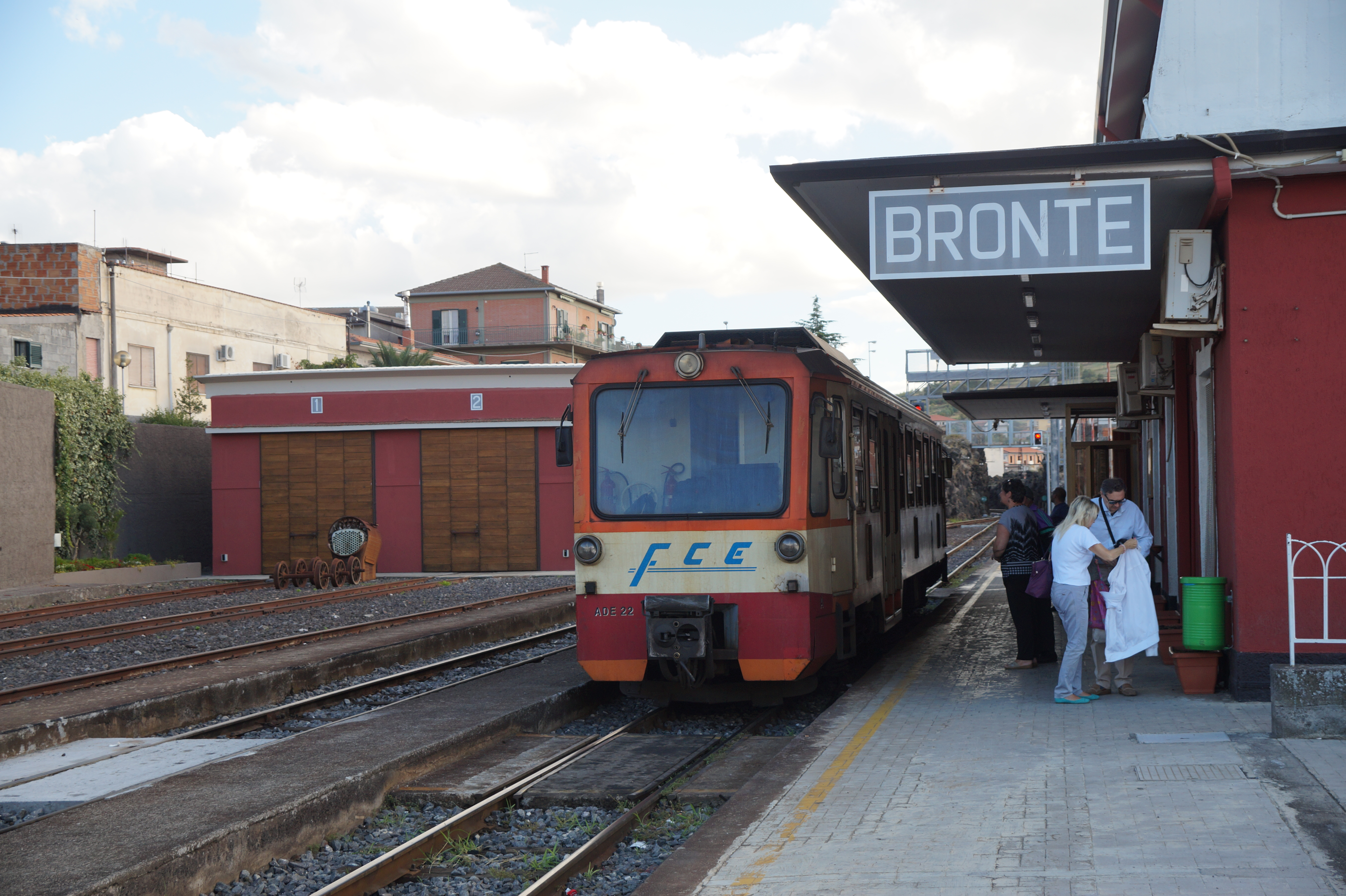
L'ADe 22 (serie ADe 21-25) alla stazione di Bronte, 19 settembre 2016.
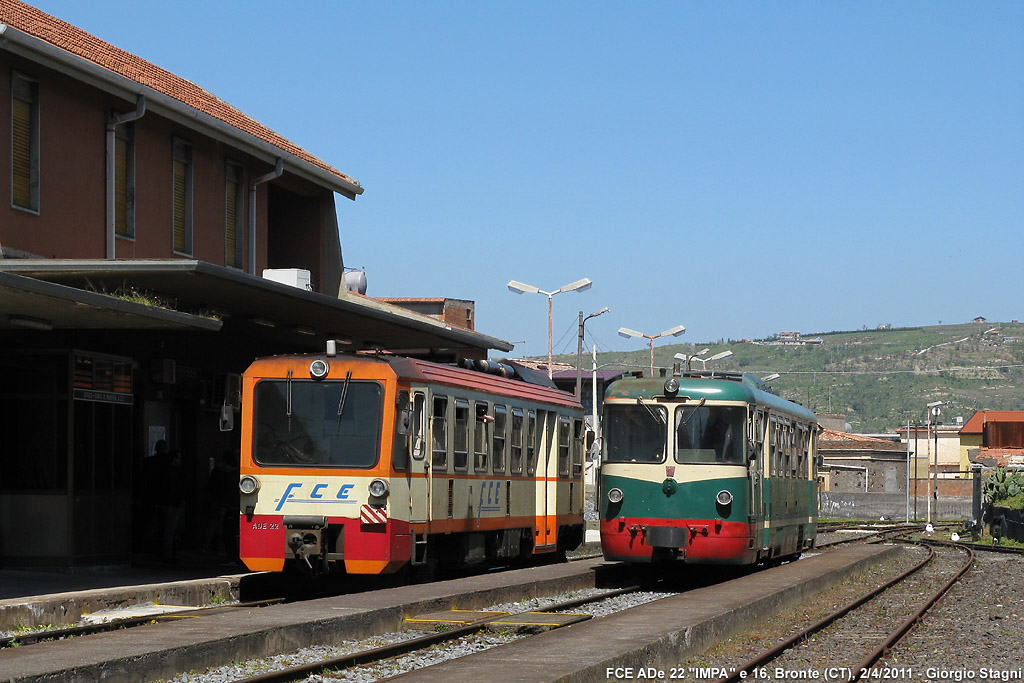
L'ADe 22 e l'ADe 16 incrociano alla stazione di Bronte, 2 aprile 2011.
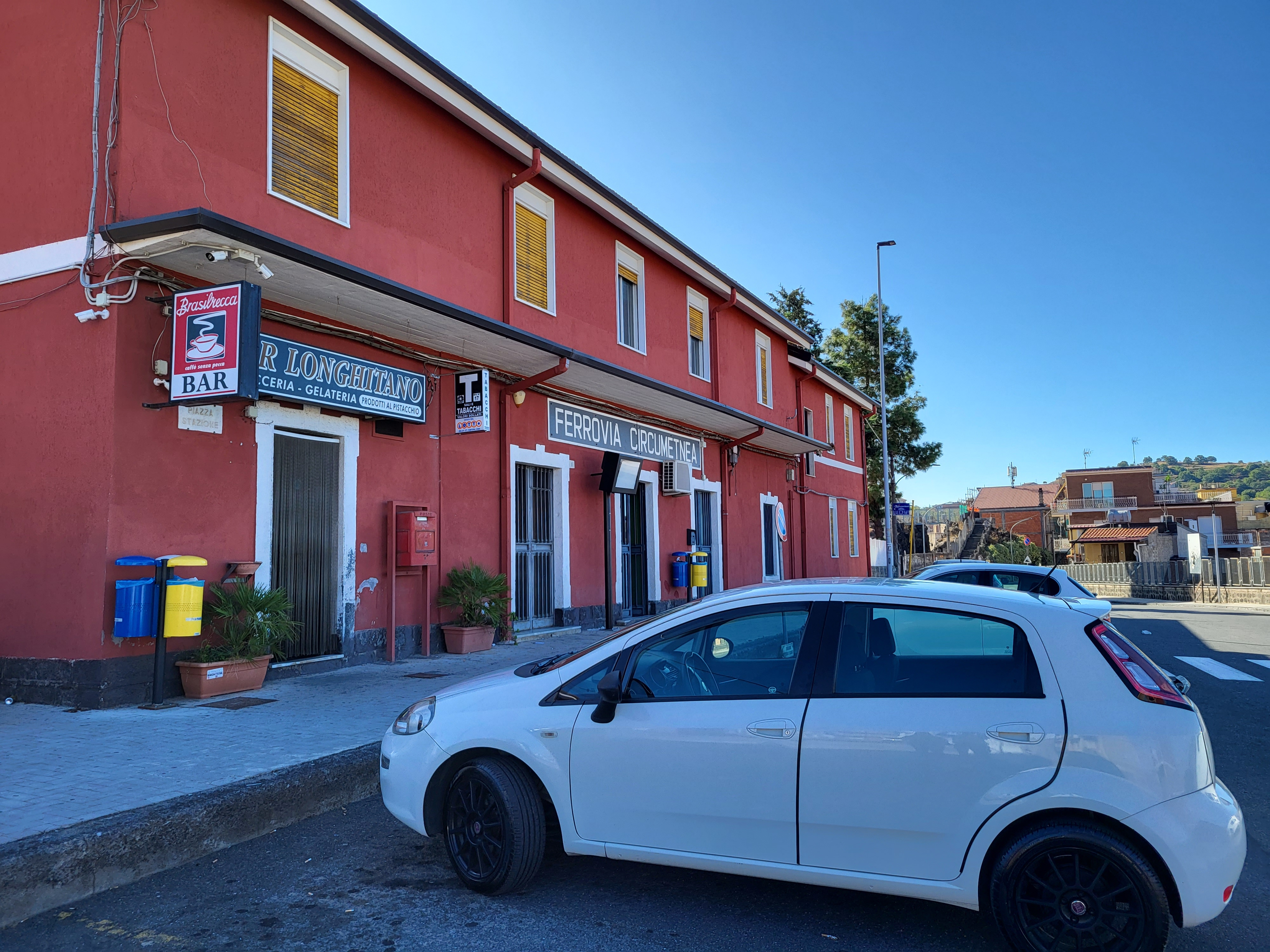
La stazione di Bronte, vista dal lato stradale, 5 ottobre 2023.

## Servizi
La stazione è dotata di:
- Biglietteria a sportello;
- Sala d'attesa;
- Annuncio sonoro annunciante l'arrivo dei treni;
- Servizi igienici;
- Bar.

## Movimento
Al 2024, ci sono 4 treni per Riposto e 5 treni per Catania che effettuano la fermata alla stazione di Bronte, per un totale di 9 treni giornalieri.